# Opelika
Opelika is een plaats (city) in de Amerikaanse staat Alabama, en valt bestuurlijk gezien onder Lee County.

## Demografie
Bij de volkstelling in 2000 werd het aantal inwoners vastgesteld op 23.498.
In 2006 is het aantal inwoners door het United States Census Bureau geschat op 24.563, een stijging van 1065 (4,5%).

## Geografie
Volgens het United States Census Bureau beslaat de plaats een oppervlakte van
138,4 km², waarvan 136,7 km² land en 1,7 km² water.

## Plaatsen in de nabije omgeving
De onderstaande figuur toont de plaatsen in een straal van 32 km rond Opelika.